# Albogalero

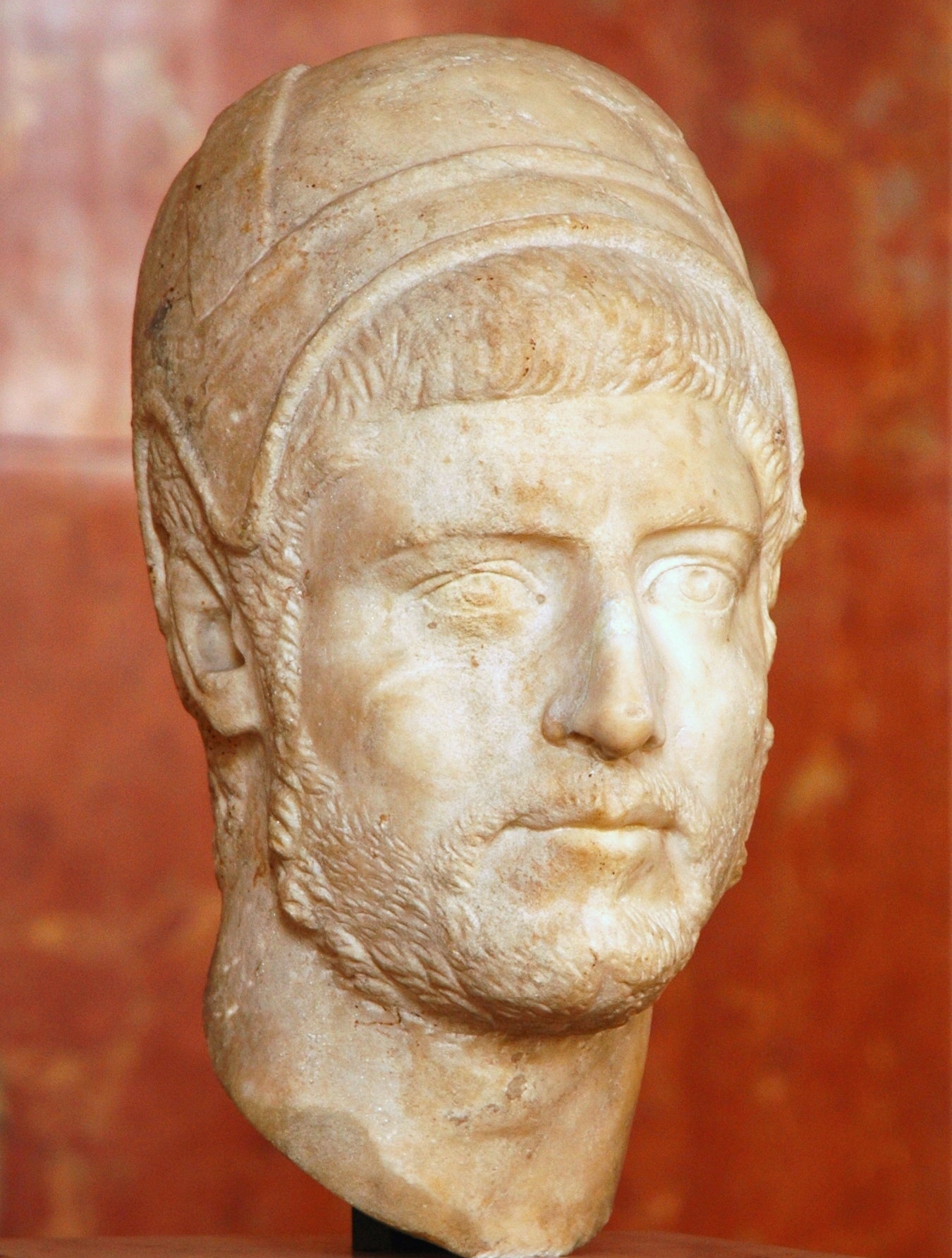
Flamen Quirinalis (Louvre)

Albogalero (em latim: Albogalerus; lit. chapéu branco), na Roma Antiga, era uma espécie de chapéu ou touca que somente o flâmine Dial, ou sacerdote de Júpiter, tinha o privilégio de usar. Era feito com lã branca ou pele de algum animal branco sacrificados a Júpiter, e era encimado por um raminho pequeno de oliveira. Nas moedas de Júlio César, o albogalero foi usado para indicar o cargo de pontífice máximo.